# Lunada
Lunada je desáté studiové album mexické popové zpěvačky Thalía.

## Seznam písní
1. Ten paciencia 3:30
2. Sangre caliente 4:15
3. Será porque te amo 2:41
4. Con este amor 2:57
5. Bendita 3:25
6. Desolvidándote 4:11
7. Isla para dos 4:25
8. Insensible 2:57
9. Aventurero 3:15
10. Yo no sé vivir 4:05
11. Sólo se vive una vez

## Umístění ve světě
| Hitparáda                               | Umístění |
| --------------------------------------- | -------- |
| Argentina Top 20 CAPIF Album Umístěnílo | 5        |
| Kolumbijské Album Umístěnílo se Top 100 | 8        |
| Honduras Album Charts                   | 1        |
| U.S. Billboard Top Latin Albums         | 10       |
| Panama Album Charts                     | 2        |
| Paraguay Album Charts                   | 1        |
| Venezuela Album Charts                  | 3        |
| Romanian Top Albums                     | 4        |
| Filipíny                                | 14       |
| Izrael                                  | 2        |
| Itálie                                  | 6        |
| Mexiko                                  | 8        |